# HTL Weiz

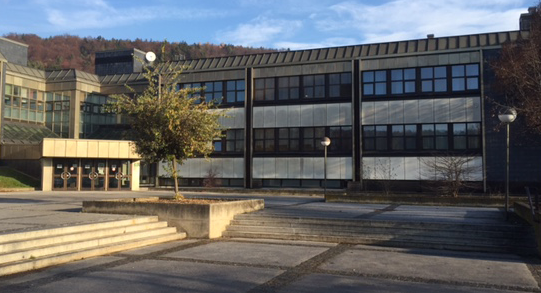
Eingangsbereich der HTL Weiz

Die Höhere Technische Bundeslehranstalt Weiz (abgekürzt HTL Weiz) ist eine Höhere Technische Lehranstalt des Bundes in der Stadtgemeinde Weiz im Bezirk Weiz in der Steiermark. Die Abteilung für Automatisierungstechnik befindet sich in der Stadtgemeinde Fürstenfeld.

## Ausbildungsrichtungen
Höhere Technische Abteilungen
- Elektrotechnik
  - Vertiefung in Automatisierung
  - Vertiefung in industrieller IT
- Informationstechnologie
- Maschinenbau
  - Automatisierungstechnik
  - Maschinen- und Anlagentechnik
  - Umwelttechnik
- Wirtschaftsingenieurwesen (mit der Lehrplanüberarbeitung ab Jahrgang 2021: "Industrial Engineering & Management")
  - Maschinenbau

Fachschulen
- Mechatronik

Abendschule
- Wirtschaftsingenieur – Maschinenbau

## Dislozierung
Die HTL Weiz führt eine Dislozierung in Fürstenfeld. Der Werkstättenunterricht für die Jahrgänge in Fürstenfeld findet am Standort Weiz statt. Ebenso werden alle administrativen Angelegenheiten der Schülerinnen und Schüler vom Sekretariat am Standort Weiz bearbeitet.

## Veranstaltungen
Die HTL Weiz hat außerdem verschiedenste Schulveranstaltungen und Wettbewerbe.

### Girls’ Day
Da sich immer mehr Mädchen für technische Berufe interessieren, wird seit einiger Zeit jedes Jahr ein Girls’ Day veranstaltet.

### 17. Internationales Sportturnier
Seit dem Jahr 2001 findet eine internationale Schulsport Veranstaltung statt. Das 17. Internationale Sport-Turnier Europäischer Schulen fand vom 3. April bis 7. April 2017 in Weiz und Gleisdorf statt. Mehr als 500 Schüler aus sieben verschiedenen Ländern traten gegeneinander an. Die Organisation und Planung wurde in einer Diplomarbeit von Schülern der HTL-Weiz festgehalten, woraus eine eigene App entwickelt wurde, um alle über den Stand der Punkte und Informationen am Laufen zu halten.  Die teilnehmenden Schulen kamen aus Spanien, Italien, Kroatien, Polen, Slowenien, Frankreich, Österreich. Gastschulen waren die: HAK, HLW, HTL und BG/BRG Weiz sowie das BG/BRG Gleisdorf. Disziplinen: Volleyball, Handball, Fußball, Badminton, Basketball. Jeweils Damen- und Herrenbewerb.

### Volleyballturnier
Seit dem Jahr 1984 wird jährlich ein Volleyballturnier veranstaltet. Die 40. Veranstaltung dieses Turniers fand vom 19. Dezember bis 22. Dezember 2024 statt. Es traten insgesamt 115 Teams an, aus den Weizer Schulen HTL, HAK, HLW, BG/BRG, Mittelschulen Sport 1 & 3, Mittelschule Passail und BORG Birkfeld.  

### Zero Emissions Challenge
Im Zuge des E²MILY Kart Projekts, an welchem seit 2018 gearbeitet wird, hat das E²MILY Team am 17. November 2023 die 2. Zero Emissions Challenge veranstaltet. An diesem Wettbewerb haben 14 HTL-Teams aus ganz Österreich teilgenommen und 2 Teams der Formula-Student Liga waren als besondere Gäste anwesend. Es fanden die folgenden 3 Wettbewerbs-Kategorien statt: Skipad, Slalom und Acceleration. Das Gewinnerteam der finalen Wertung "Champion" erhielt einen Wanderpokal.

## Auszeichnungen
- Österreichisches Umweltzeichen: Die Höhere Technische Bundeslehranstalt Weiz bekam erstmals im Jahr 2003 das Österreichische Umweltzeichen verliehen.[3] Inzwischen fanden regelmäßig weitere Audits stand.
- Innovativste Schule der Steiermark: Im Rahmen des Wettbewerbes Jugend Innovativ wurde die HTL Weiz 2017 bereits zum fünften Mal als innovativste Schule der Steiermark ausgezeichnet.[4]
- MINT-Gütesiegel: Am 2. Mai 2017 wurde der HTL Weiz im Haus der Industrie in Wien das MINT-Gütesiegel verliehen.[5]

## Kuratoriumsmitglieder
Die HTL-Weiz steht mit vielen Partnern in Verbindung. Partner der HTL sind unter anderem:
- Knill Gruppe
- Binder+Co
- Elin
- SSI SCHÄFER
- Knapp AG
- Magna International
- Merkur Versicherung
- ZETA GmbH

## Leitung
- seit 2014 DI Gottfried Purkarthofer

## Absolventen
- René Aufhauser (* 1976), Fußballspieler, Fußballtrainer
- Kerstin Fladerer (* 1986), Unternehmerin, Politikerin